# Copa President de Turkmenistan
La Copa del President de Turkmenistan va ser un torneig internacional de futbol a Turkmenistan que es va crear el 1995 i es va dissoldre el 2013. El torneig estava dedicat al Dia de la Bandera de l'Estat de Turkmenistan. El premi en diners del torneig va ser de 35.000 Dòlars americans. El guanyador rebria 20.000 dòlars juntament amb la Copa del President, el guanyador de la medalla de plata 10.000 dòlars i el guanyador de la medalla de bronze 5.000 dòlars.
El torneig internacional de futbol que se celebrava tradicionalment a Aixkhabat és molt popular a la regió. Al llarg de la seva història, equips d'Armènia, Belarús, Geòrgia, Kazakhstan, Kirguizstan, Letònia, Lituània, Moldàvia, Rússia, Ucraïna, Uzbekistan, Tadjikistan, Estònia, Iran, Turquia, República de Corea, Xina i Tailàndia van competir per la Copa President de Turkmenistan. L'any 2009, un equip de Bahrain va debutar al torneig d'Aixkhabat, ampliant-lo geogràficament a 20 països.
Durant 19 anys, només tres equips estrangers van guanyar la Copa del President: l'iranià Esteghlal va guanyar el trofeu el 1998, el georgià Torpedo Kutaisi el 2002 i el moldau Dacia Chisinau el 2006. Nisa Aşgabat va guanyar el torneig quatre vegades (1999, 2003, 2005 i 2004). Köpetdag Aşgabat i HTTU Aşgabat van guanyar aquesta copa tres vegades, respectivament (1995, 1996 i 2001) i (2007, 2008 i 2009). L'equip combinat dels clubs de futbol de Turkmenistan (1997) i l'equip combinat d'Aşgabat (2000) van guanyar la Copa del President una vegada cadascun.

## Quadres d'honor
| Any  | Final           | Final               | Final                 | Final de consolació | Final de consolació | Final de consolació | Lloc                            |
| Any  | Campió          | Resultat            | Finalista             | Tercera Plaça       | Resultat            | Quarta Plaça        | Lloc                            |
| ---- | --------------- | ------------------- | --------------------- | ------------------- | ------------------- | ------------------- | ------------------------------- |
| 1995 | Köpetdag        | 2 – 0               | Turkmenistan          | Metalurh Nikopol    | 2 – 0               | Spartak-2 Moscou    | Köpetdag Stadium, Ashgabat      |
| 1996 | Köpetdag        | 1 – 0               | Skonto Rīga           | Zorya MALS Luhansk  | 4 – 0               | JK Narva Trans      | Köpetdag Stadium, Ashgabat      |
| 1997 | Turkmenistan    | 2 – 1               | Vorskla Poltava       | FC Yelimai Semei    | 2 – 1               | FK Yerevan          | Nisa-Çandybil Stadium, Ashgabat |
| 1998 | Esteghlal       | 0 – 0 (7 – 6 pens.) | Zenit Petersburg      | Nisa Aşgabat        | 1 – 0               | Ulsan Hyundai       | Köpetdag Stadium, Ashgabat      |
| 1999 | Nisa Aşgabat    | 3 – 1               | Turkmenistan Olympic  | Köpetdag            | *                   | Nebitçi Balkanabat  | Köpetdag Stadium, Ashgabat      |
| 2000 | Ashgabat City   | 1 – 0               | Ahal Velayat          | Balkan Velayat      | 3 – 0               | FK Guliston         | Köpetdag Stadium, Ashgabat      |
| 2001 | Köpetdag        | 2 – 0               | Dnipro Dnipropetrovsk | CSKA-2 Moscow       | **                  | Thailand U-23       | Olympic Stadium, Ashgabat       |
| 2002 | Torpedo Kutaisi | 1 – 1 (4 – 2 pens.) | Turkmenistan          | Flora Tallinn       | 1 – 0               | Turkey U-21         | Köpetdag Stadium, Ashgabat      |
| 2003 | Nisa Aşgabat    | 1 – 0               | Turkmenistan Olympic  | Atlantas Klaipeda   | 1 – 0               | Neman Grodno        | Köpetdag Stadium, Ashgabat      |
| 2004 | Nisa Aşgabat    | 3 – 2               | Torpedo Kutaisi       | Vorskla Poltava     | 1 – 0               | Aviator Chkalovsk   | Köpetdag Stadium, Ashgabat      |
| 2005 | Nisa Aşgabat    | 2 – 1               | Nebitçi Balkanabat    | FC Parvoz           | 3 – 2               | Mika Ashtarak       | Köpetdag Stadium, Ashgabat      |
| 2006 | Dacia Chişinău  | 4 – 3               | HTTU Aşgabat          | Vorskla Poltava     | 1 – 1(4 – 3 pens.)  | Traktor Tashkent    | Köpetdag Stadium, Ashgabat      |
| 2007 | HTTU Aşgabat    | 3 – 2               | FC Aşgabat            | Vorskla Poltava     | 0 – 0(10 – 9 pens.) | Ordabasy            | Olympic Stadium, Ashgabat       |
| 2008 | HTTU Aşgabat    | 2 – 1               | FC Aşgabat            | Iran U-23           | 1 – 0               | Mika Ashtarak       | Olympic Stadium, Ashgabat       |
| 2009 | HTTU Aşgabat    | 1 – 0               | Skonto Rīga           | FC Aşgabat          | 1 – 1               | FC Gandzasar        | Olympic Stadium, Ashgabat       |
| 2010 | Altyn Asyr      | 1 – 0               | Nebitçi               | Turquia U-21        | 3 – 0               | Okzhetpes           | Olympic Stadium, Ashgabat       |

* No hi va haver tercer classificat l'any 1999. Els semifinalistes apareixen en ordre alfabètic.
** No hi va haver tercer classificat l'any 2001. Els semifinalistes apareixen en ordre alfabètic.